# Tauredunum

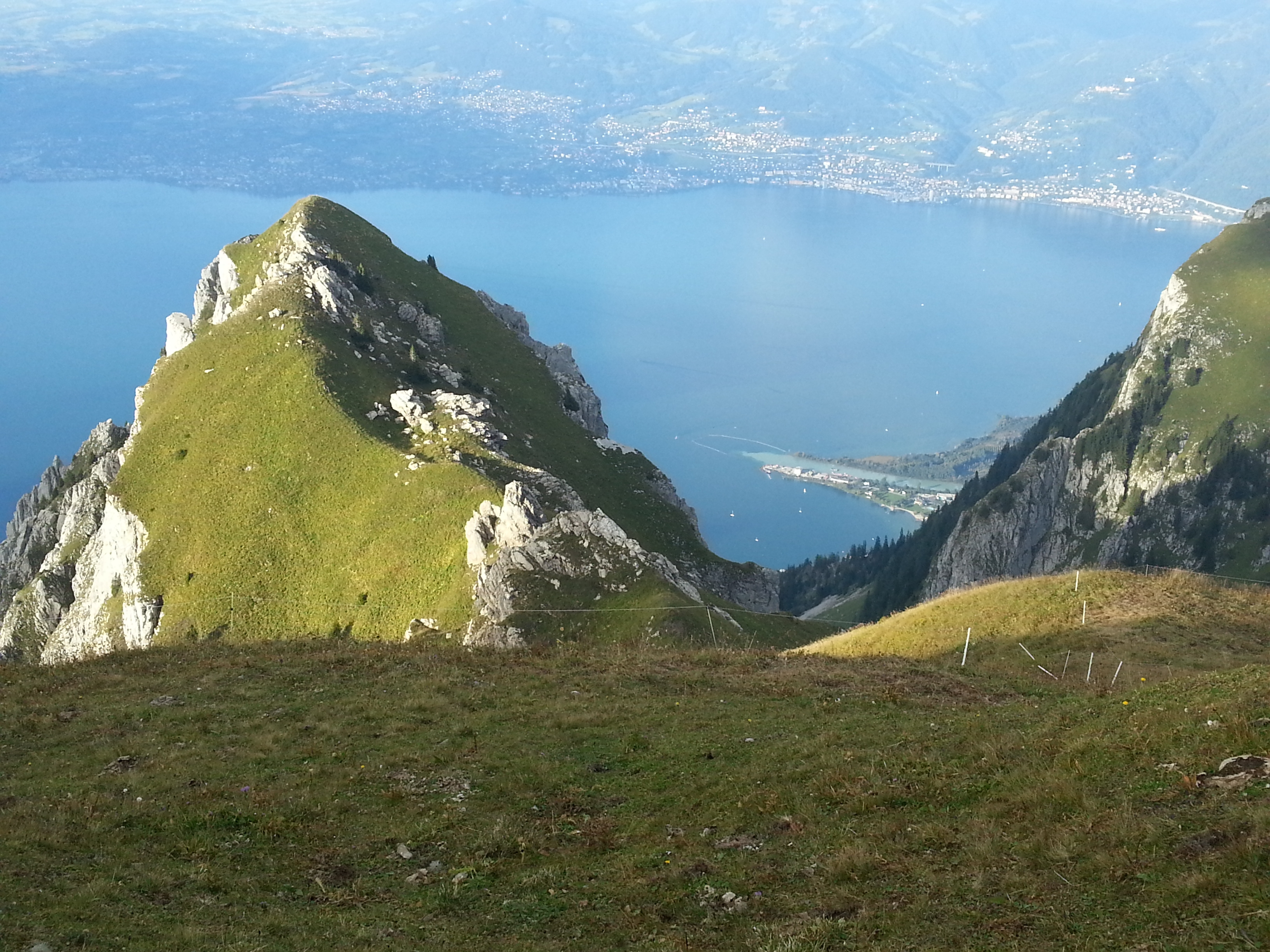
L'arrivée du Rhône dans le Léman, depuis le Grammont.

Le Tauredunum, également appelé Tauretunum ou mont Taurus, est d'une part un fort ou castel du VIe siècle, et d'autre part une montagne du Valais, en Suisse. Cette montagne fut le théâtre en 563, sous la domination alors récente des Francs mérovingiens, d'un écroulement qui ensevelit un fort et plusieurs villages avant de créer un tsunami dévastateur sur le Léman. Son emplacement précis n'est pas défini à ce jour et plusieurs hypothèses ont été avancées, en particulier la pointe de la Gagnerie et le pic de la Suche, dans le massif du Grammont.
L'étude, en 2010, de la sédimentation dans le Léman, tout en laissant ouvertes les spéculations sur l'emplacement exact de la montagne éboulée, a confirmé l'existence d'une perturbation majeure de l'écoulement du Rhône à cette époque. Selon l'hypothèse la plus plausible, le tsunami a été provoqué par la résonance de l'onde de choc de l'éboulement qui a ébranlé en profondeur la masse des sédiments déposés par le Rhône à son embouchure dans le lac, entraînant le déplacement d’un énorme volume d’eau.

## Étymologie
Nommé Tauredunum, parfois Tauretunum, soit le « mont Taurus ». Le mot est composé du gaulois tauro- autre forme de taruos, « taureau », et dunum, du gaulois dunon, « colline, hauteur, lieu élevé, montagne ».
D'autre part, le mot celto-romain *taur équivaut à passage, entrée, gorge ou défilé[réf. nécessaire], et serait synonyme du mot latin clusa et du français cluse. Le Tauredunum signifie symboliquement un passage fortifié et pourrait être à l'origine des noms donnés à la Porte-du-Scex ou au fort de la Cluse (voir château de Saint-Maurice) suivant les deux hypothèses existantes. Les deux versions sont justifiées par la nature des lieux et parfaitement admissibles.

## Récits
Deux récits de contemporains sont connus à ce jour :
- la chronique de l'évêque Grégoire de Tours (vers 539-594), livre IV de son Histoire des Francs[4] ;
- le bref récit de Marius, évêque d'Avenches (vers 530-601), dans ses Chroniques, année 563[5].

### Récit de Grégoire de Tours (traduit du latin)
« Alors il apparut un grand prodige au fort du Tauredunum, qui était situé au-dessus du Rhône, dans la montagne. Après avoir fait entendre pendant plus de soixante jours une espèce de mugissement, cette montagne se détachant et se séparant d'un autre mont contigu, se précipita dans le fleuve avec les hommes, les églises, les richesses et les maisons, et, lui barrant le passage entre ses rives qu'elle obstruait, refoula ses eaux en arrière ; car cette région était enfermée de part et d'autre par les montagnes, du défilé desquelles s'échappe le torrent.

Alors, inondant la partie supérieure, ce dernier recouvrit et détruisit tout ce qui était sur les rives. Puis l'eau accumulée, se précipitant dans la partie inférieure, surprit inopinément les habitants, comme elle l'avait fait plus haut, les tua, renversa les maisons, détruisit les animaux ; et elle emporta et entraîna tout ce qui se trouvait sur ces rivages, jusqu'à la cité de Genève, par suite de cette subite et violente inondation. Il est rapporté que là l'eau s'amoncela de telle façon qu'elle entra dans la dite ville par-dessus les murs.

Ce qui n'est pas douteux parce que, comme nous l'avons dit, le Rhône coule resserré entre les défilés des monts, et n'avait aucune issue par où ses eaux interceptées auraient pu s'échapper, et parce qu'il déborda par-dessus la montagne abattue, et qu'ainsi il détruisit tout.

Après que cela se fut passé, trente moines vinrent au lieu où s'était écroulé le fort, et en fouillant la terre qui était restée après la chute de la montagne, il y trouvèrent de l'airain et du fer. Pendant qu'ils étaient ainsi occupés, ils entendirent le rugissement de la montagne comme auparavant. Mais comme ils étaient retenus par un excès de cupidité, une partie de la montagne qui ne s'était pas encore écroulée, tomba sur eux, les engloutit, les tua, et on ne les retrouva plus jamais. »

### Récit de l'évêque d'Avenches (traduit du latin)
Post-consulat de Basilius, 22e année, 11e indiction (c'est-à-dire 563) :

« En cette année l'imposante montagne de Tauretunum, dans le territoire du Valais, se précipita si subitement qu'elle engloutit un fort qui était proche, ainsi que des villages avec tous leurs habitants ; et elle agita tellement le lac qui, long de 60 milles et large de 20 milles, sortant de ses deux rives dévasta de très anciens villages avec hommes et troupeaux ; il détruisit même beaucoup de lieux saints avec leurs desservants et il enleva avec furie le pont de Genève, des moulins et des hommes, et étant entré dans la cité de Genève, il y fit périr plusieurs personnes,,. »

## Emplacement
L'emplacement de la montagne, du fort et des villages mentionnés dans les récits des deux évêques reste une énigme. L'endroit a été englouti et le delta du Rhône s'est considérablement agrandi.

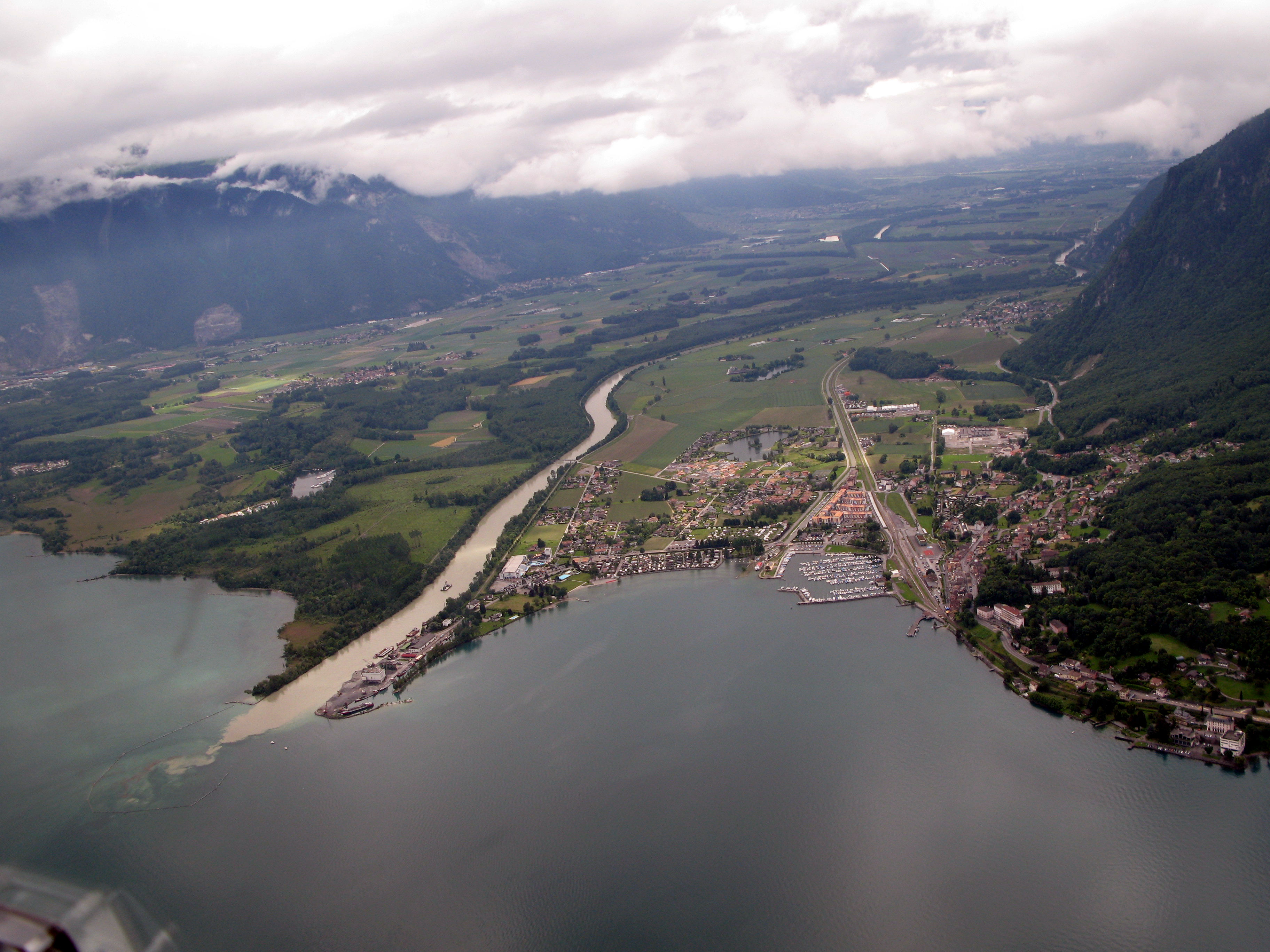
Le delta du Rhône dans le Léman aujourd'hui (Les Évouettes sont au second plan, à droite).

En effet pas moins de cinq ou six localités revendiquent d'être le théâtre de la fameuse catastrophe. Parmi celles-ci, il y a le Bois-Noir près de Saint-Maurice en Valais. Pour le géologue Frédéric Montandon, plusieurs éléments tendraient à prouver que le lieu de l'éboulement se trouverait être la pointe de la Gagnerie, un sommet voisin du massif des Dents du Midi. Depuis le milieu du XXe siècle, cette thèse semble avoir un certain crédit. D'ailleurs, l'universitaire français Jean-Pierre Leguay retient toujours l'identification entre Dent du Midi et Tauredunum.
Le géologue appuie aussi sa théorie sur l'étymologie de certaines localités voisines de Saint-Maurice, telles que Juvania, qui devint Evionnaz, et Épaune, aujourd'hui Épinassey (voir Saint-Maurice), ainsi que sur des relevés géologiques et des fouilles effectués lors de la construction de l'usine électrique du Bois-Noir. Les historiens réfutant cette thèse ont cependant relevé des incohérences avec les récits et ont notamment fait valoir que l'abbaye de Saint-Maurice aurait difficilement pu être épargnée par le déluge dont parle F. Montandon. Bien que Montandon ait soigneusement décortiqué et réfuté les arguments de ses détracteurs, ses hypothèses sont fragilisées : des tombes de l'époque celte ont été découvertes au Bois-Noir, à une profondeur insuffisante, selon les historiens, pour que la catastrophe du Tauredunum se soit produite en ces lieux[réf. souhaitée].
De nombreux spécialistes souscrivent à la thèse d'un éboulement du pic de la Suche, dans la montagne du Grammont, sur l'emplacement de l'actuel village des Évouettes en Valais, accréditant plutôt le récit de Marius d'Avenches. Les principaux arguments en faveur de cette piste sont les suivants : proximité avec le lac, découverte de tombes lors de la construction de la route H144 reliant Villeneuve aux Évouettes, géologie de la région. Les arguments tendant à infirmer cette thèse ont été soutenus par F. Montandon : la vallée du Rhône au niveau du village des Évouettes est trop large pour qu'un éboulement ait pu barrer la route au Rhône et empêcher qu'il suive son chemin jusqu'au lac et les traces de cet éboulement devraient être encore visibles aujourd'hui ; or il n'existe aucune trace d'un tel barrage. Montandon n'indique pas davantage de traces d'un tel barrage plus près du lac.
Ces arguments sont rendus caducs par le résultat des recherches sous-lacustres, publiés en 2012.
Le phénomène des ondes de résonance et la mesure de leur pouvoir potentiel n'étaient pas vraiment pris en compte avant la fin du XXe siècle.

## Recherches géologiques et archéologiques

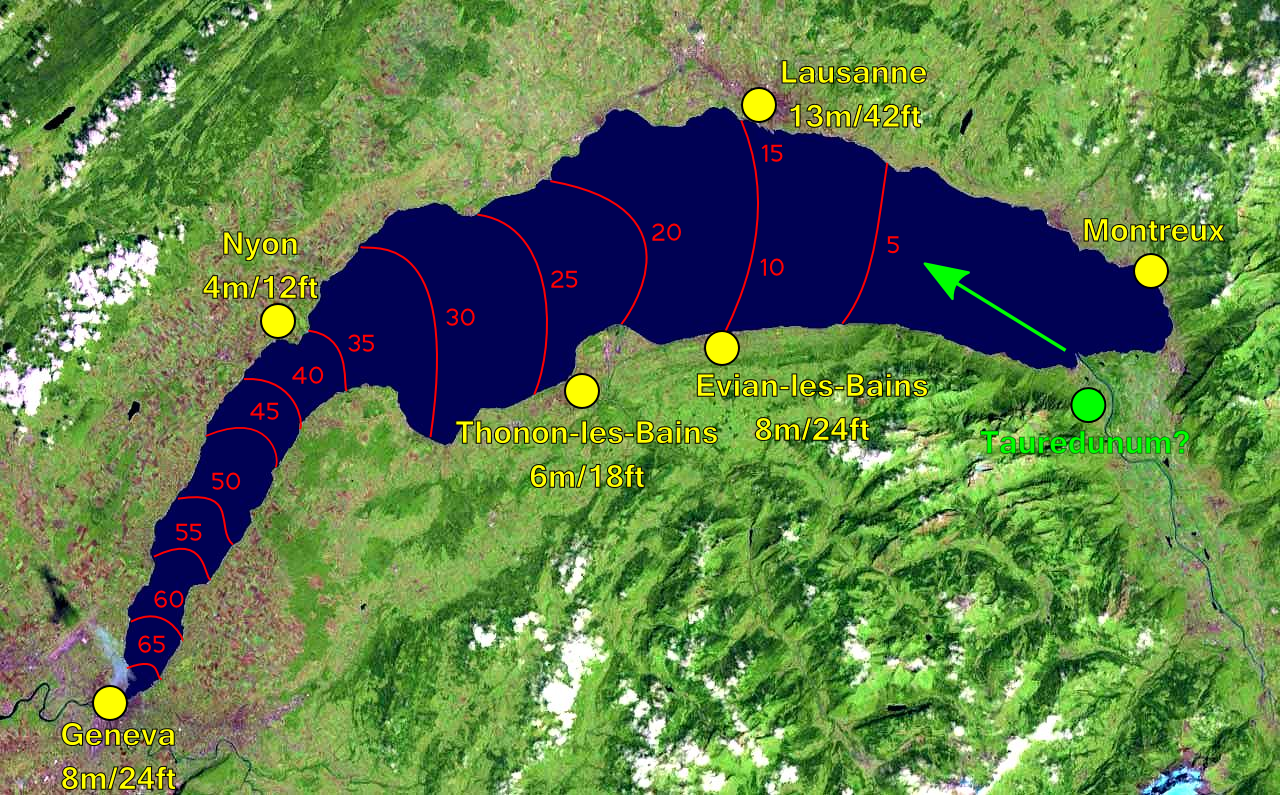
Temps de propagation de l'onde (en minutes) et hauteurs maximums du tsunami à des endroits clés au cours de la catastrophe du Tauredunum, selon une étude de 2012.

À l'orée du XXe siècle, François-Alphonse Forel écrit dans sa Monographie du Léman : « Un événement historique survenu en Bas-Valais, en l'an 563 de notre ère, a vivement ému l'imagination populaire qui en a conservé le souvenir traditionnel jusqu'à nos jours ; l'incertitude régnant sur la localisation de la catastrophe, celle-ci est devenue le sujet de discussions scientifiques souvent renaissantes ; peu de questions ont plus passionné l'ardeur des historiens et des naturalistes suisses que celle de l'emplacement du château de Tauredunum ».
Une thèse de 1991 et, plus récemment, les travaux de deux limnogéologues, Stéphanie Girardclos et Katrina Kremer, étudiant en avril 2010 la sédimentation dans le Léman, confirment l'existence d'une perturbation majeure de l'écoulement du Rhône à cette époque, mais laissent ouvertes les spéculations sur l'emplacement exact de la montagne éboulée, tant le Grammont qu'une autre montagne plus en amont dans la vallée du Rhône. Mais, selon Stéphanie Girardclos, le site de l'éboulement ne pouvait pas être très éloigné du delta.
La mission de 2010 débouche sur une publication en 2012 dans Nature Geoscience, reprise sur de nombreux blogs dont celui du journaliste scientifique Pierre Barthélémy, et revues de vulgarisation scientifique. Stéphanie Girardclos et Katrina Kremer ont retrouvé la trace d'un glissement de terrain sous-lacustre dans une nappe de sédiments datée entre 381 et 612, d'une moyenne de 5 m d'épaisseur sur 50 km2, soit 250 millions de m3, vers la partie centrale du lac. 
En 2019, des fouilles archéologiques découvrent des vestiges d'occupation gallo-romaine, pris dans la strate de boue, qui corroborent la date de l'éboulement.
Partant, l'hypothèse la plus plausible pour la cause du tsunami est que, quel que soit l'emplacement exact de l'éboulement, lorsqu’elle arrive au sol, cette énorme masse de matière provoque la déstabilisation de 250 millions de m3 de sédiments déposés par le Rhône à son embouchure dans le lac, entraînant avec elle le déplacement d’un énorme volume d’eau, provoquant ainsi le tsunami.
Cette même étude, en simulant les conséquences de l'éboulement, a trouvé une vague atteignant 8 m de haut à Évian-les-Bains, 13 m à Lausanne, 3 m à Thonon-les-Bains, 4 m à Nyon et 8 m à Genève. Étant en bout du lac, Genève a subi l'effet d'entonnoir avec resserrement du chenal de la vague, ce qui confirme le témoignage de Grégoire de Tours, qui indique que « les eaux ont pénétré dans la ville en passant par-dessus les murs [d'enceinte] ». La puissance du tsunami est estimée proche de celle de celui de Fukushima.
Les populations d'alors étaient installées plus haut qu'à l'époque actuelle sur les rives du lac, à cause des fluctuations de niveau de ce dernier. Un tel tsunami de nos jours aurait des conséquences nettement plus dramatiques, tant en pertes humaines qu'en dégâts matériels.

## Dans la culture populaire
Tauredunum est le sujet d'un documentaire de Laurent Graenicher et d'un livre de Pierre-Yves Frei et Sandra Marongiu, réalisés en collaboration sous le titre Un tsunami sur le Léman et sortis en 2019,. Ceux-ci ont inspiré une exposition permanente au musée du Léman à Nyon, en Suisse.